# بلاك غوزمان
بلاك غوزمان (بالإسبانية: Black Guzmán)‏ هو مصارع محترف مكسيكي، ولد في 1916 في Tulancingo ‏ في المكسيك، وتوفي في 1 ديسمبر 1973 في مدينة مكسيكو في المكسيك.

## روابط خارجية
- بلاك غوزمان على موقع CageMatch worker (الإنجليزية)